# يونايت يونين

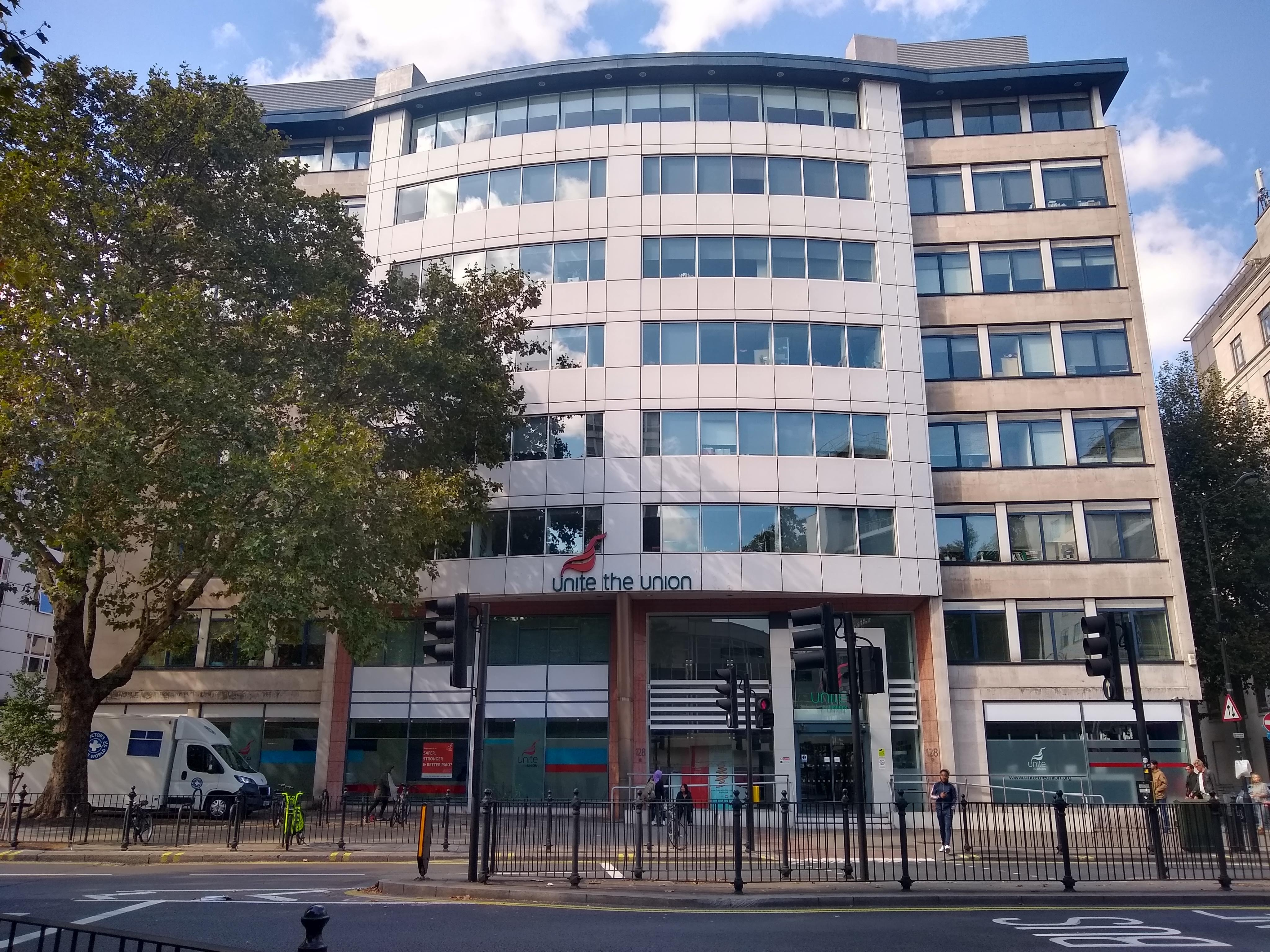
مبنى يونايت بلندن.

يونايت يونين (الاتحاد) ، المعروف عادة باسم يونايت (الاتحاد) ، هو اتحاد تجاري بريطاني وأيرلندي، تم تشكيله في 1 مايو 2007 ، عن طريق دمج Amicus واتحاد النقل والعمال العام . بواقع أكثر من 1.2 مليون عضو، فهي ثاني أكبر نقابة عمالية في المملكة المتحدة.  الأمين العام لـ يونايت هو Len McCluskey . 
في 2 يوليو 2008 ، وقعت يونايت اتفاقية للاندماج مع United Steelworkers لتشكيل كيان نقابي عالمي جديد يسمى (العمالة المتحدة) Workers Uniting يمثل أكثر من 3 ملايين عضو في المملكة المتحدة وجمهورية أيرلندا وأمريكا الشمالية . تحتفظ يونايت بهويتها المنفصلة في المملكة المتحدة.